# Сармато-аланські діалекти
Сармато-аланські діалекти — група діалектів кочових іранських народів Передкавказзя та Північного Причорномор'я, які належать до північно-східної підгрупи іранських мов й розвинулась з давньоіранських діалектів, умовно об'єднаних в групу Скіфо-сарматські діалекти.
За історико-фонетичними особливостями належать до середньоіранських мов. Сучасна осетинська мова продовжує один з цих діалектів, чи одну з діалектних груп, чи декілька окремих діалектів цієї групи.

### Сармато-аланські діалекти в епіграфіці Пн. Причорномор'я
Сармато-аланські антропоніми Пн. Причорномор'я наразі можна розділити на дві одночасні умовні діалектні групи за певними фонетичними особливостями — західна (Ольвія-Тіра) та східна (Боспор з Танаїсом).
Відомі в достатній кількості антропоніми іранського походження у епіграфіці Ольвії останнім часом пов'язують з аорсами та утворенним ними об'єднанням Аорсія. Цікавим залишається факт інкорпорації досить великої кількості аорсів до прошарку полісної політичної та економічної еліти.
Подібна ситуація відбулася й на Боспорі, але сторіччам раніше — затвердження іранської династії Аспургіан (Тіберіїв Юліїв Савроматів), яка походила з однойменної етнічної сарматської групи. Надалі у Танаїсі та інших полісах Боспору фіксується аланська присутність.

### Сармато-аланські діалекти таосетинська мова(з яським діалектом)
Всі діалектні сарматські групи Пн. Причорномор'я мають спільні фонетичні особливості (за певних діалектних відмінностей), які, надалі зафіксовано як в осетинській мові, так й в мові ясів Панонії й які докорінно відрізняють їх від мови скіфів-сколотів.
| Праіранська основа | Ольвійське група (аорси) | Танаїська група (алани) | Осетинська мова |
| ------------------ | ------------------------ | ----------------------- | --------------- |
| *ri, ry            | *l                       | *l                      | l               |
| *fra-              | *ra-                     | *ra-                    | ræ-             |
| *hu-               | *xu-                     | *xu-                    | xu-             |
| *gr                | *rγ                      | *rγ                     | rğ              |
| *θr                | *rθ                      | *rθ                     | rt              |
| *dr                | *rδ                      | *rδ                     | rd              |
| *p                 | *p/*f                    | *f/*p                   | f               |
|                    |                          |                         |                 |
| *k                 | *g                       | *g/*χ                   | g/χ             |

Слід зазначити, що радянський вчений осетинського походження В. І. Абаєв у своїх наукових працях використовував переважно епіграфічний матеріал сармато-аланської належності, називаючи його скіфським.